# Leptonesiotes
Leptonesiotes là một chi bọ cánh cứng trong họ Chrysomelidae.
Chi này được miêu tả khoa học năm 1958 bởi Blake.

## Các loài
Các loài trong chi này gồm:
- Leptonesiotes cyanospila (Suffrian, 1867)
- Leptonesiotes quadrimaculata Blake, 1959
- Leptonesiotes semicyaneus (Suffrian, 1867)
- Leptonesiotes virkkii Santiago-Blay, Poinar & Craig, 1996